# Gastrozona menglanica
Gastrozona menglanica är en tvåvingeart som beskrevs av Wang 1996. Gastrozona menglanica ingår i släktet Gastrozona och familjen borrflugor. Inga underarter finns listade i Catalogue of Life.